# 广西瘰螈
广西瘰螈（学名：Paramesotriton guanxiensis）为蝾螈科瘰螈属的两栖动物，是中国的特有物种。分布于广西等地，一般生活于水流较缓的山溪。该物种的模式产地在广西宁明县明江派阳山。